# ترش تپه
ترش تپه در شهرستان علی‌آباد، بخش مرکزی، روستای کوچک نظرخانی واقع شده و این اثر در تاریخ ۱۰ بهمن ۱۳۸۳ با شمارهٔ ثبت ۱۱۲۹۵ به‌عنوان یکی از آثار ملی ایران به ثبت رسیده است.